# Puente Reina Juliana

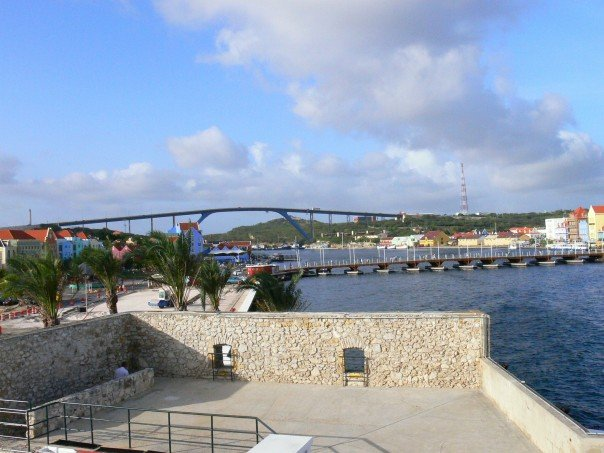
El Puente Reina Emma (primer plano) y Puente Reina Juliana (fondo).

El Puente de la Reina Juliana es un puente de cuatro carriles sobre la Bahía de Santa Ana en Willemstad, capital de Curazao, en las antiguas Antillas Neerlandesas.  Recibe su nombre de la Reina Juliana I de los Países Bajos. El puente original cayó en 1967 y su sustituto, el puente actual, se inauguró el 30 de abril de 1974.
Con una altura de 56.4 m sobre el mar en su punto más elevado, para permitir el paso de embracaciones, es uno de los más altos del mundo. Pesa 3.400 toneladas.
La vista desde su cúspide incluye Punda, Otrobanda y el Schottegat.